# Austwell
La ville américaine d’Austwell (en anglais [ˈɔːswɛl]) est située dans le comté de Refugio, dans l’État du Texas. Sa population s’élevait à 147 habitants lors du recensement de 2010.

## Histoire
Austwell a été établie en 1911. Ce toponyme est l’amalgame de Austin et McDowell, les noms des fondateurs, Preston R. Austin et Jesse C. McDowell.

## Source
- (en) Cet article est partiellement ou en totalité issu de l’article de Wikipédia en anglais intitulé « Austwell, Texas » (voir la liste des auteurs).